# کل نیزار بوهور
کل نیزار بوهور (نام علمی: Redunca redunca) نام یک گونه از سرده کل نیزار است.